# Primarias del Partido Demócrata de 2008 en Dakota del Sur
Las primarias presidenciales demócratas de Dakota del Sur de 2008 se llevaron a cabo el 3 de junio de 2008. Junto con Montana, fue una de las dos últimas elecciones de la temporada de primarias en los Estados Unidos del año 2008. La senadora Hillary Clinton ganó las primarias, pero el mismo día, su oponente Barack Obama obtuvo suficientes votos de delegados para la Convención Nacional Demócrata de 2008, asegurando así su eventual nominación a la presidencia por parte del Partido Demócrata.
Dakota del Sur tiene 66 condados con 762 distritos electorales.

## Resultados
| Leyenda: | Retirado antes de la contienda |

| Primaria Presidencial Demócrata de Dakota del Sur, 2008 100% de los 762 precintos reportados | Primaria Presidencial Demócrata de Dakota del Sur, 2008 100% de los 762 precintos reportados | Primaria Presidencial Demócrata de Dakota del Sur, 2008 100% de los 762 precintos reportados | Primaria Presidencial Demócrata de Dakota del Sur, 2008 100% de los 762 precintos reportados |
| Candidato                                                                                    | Votos                                                                                        | Porcentaje                                                                                   | Delegados                                                                                    |
| -------------------------------------------------------------------------------------------- | -------------------------------------------------------------------------------------------- | -------------------------------------------------------------------------------------------- | -------------------------------------------------------------------------------------------- |
| Hillary Clinton                                                                              | 54,179                                                                                       | 55.62%                                                                                       | 9                                                                                            |
| Barack Obama                                                                                 | 43,726                                                                                       | 45                                                                                           | 6                                                                                            |
| Total                                                                                        | 97,905                                                                                       | 100.00%                                                                                      | 15                                                                                           |